# Famille Le Forestier de Quillien
La famille Le Forestier de Quillien et Le Forestier de Kervasain est une famille subsistante de la noblesse française, d'ancienne extraction de 1481, originaire du Finistère (Bretagne). Elle a été maintenue noble en 1671 devant le Parlement de Bretagne, à Rennes.
Elle compte parmi ses membres des officiers de compagnie, chevaliers de l'ordre de Saint-Louis.
La famille Le Forestier de Quillien est adhérente de l'ANF depuis 1962.

## Histoire
La famille Le Forestier de Quillien est la branche subsistante de la famille Le Forestier de Kervasain qui trouve son origine à Plonévez-du-Faou, au pays de Cornouaille (Finistère), où elle prit son nom de la seigneurie de Kervasain.
La filiation suivie de cette famille commence avec Mahé Le Forestier, sieur de Kervasain, marqué au rang des nobles de Plonévez-du-Faou en 1481, ayant comparu aux montres tenues cette année-là par son fils Guillaume.
En 1536, la maison de Kervasain est marquée au rang des nobles, et dans les montres tenues cette année-là, Mahé Le Forestier, sieur de Kervasain, est marqué avoir comparu à  cheval.
Un partage noble de 1521 précise que Mahé Le Forestier, second du nom, écuyer, sieur de Kervasain, est le fils aîné, héritier principal et noble d’écuyer Guillaume Le Forestier, qui était lui fils aîné, héritier principal et noble de feu Mahé le Forestier, premier du nom.
En 1541, Mahé Le Forestier, second du nom, rend aveu de son manoir noble de Kervasain, à lui échu de la succession de son père, et institue Bertrand Le Forestier, son fils aîné, pour présenter ledit aveu à la Chambre et faire foi, hommage et serment de fidélité.
En 1574, une transaction de Jean Le Forestier, écuyer, sieur de Kervasain, à la suite du décès de sa sœur sans hoirs de corps, mentionne Bertrand Le Forestier, leur père, et Mahé Le Forestier leur ayeul.
Son fils, Nicolas Le Forestier, baptisé en 1567 à Plonévez-du-Faou, se marie en 1586. Il a une fille, Anne, et décède quelques années plus tard.
En 1599, Allain Le Forestier, frère de Nicolas, succède « noblement et collatéralement » à sa nièce, fille et seule héritière de son père.
Son fils unique, Guillaume Le Forestier décède sans hoirs de corps. La succession se trouve alors dans la descendance de Nicolas Le Forestier, fils puîné de Mahé, second du nom.
Son fils, Guillaume, notaire de Léon et de Daoulas à Landerneau, étant déjà décédé, c’est le fils aîné de ce dernier, Nicolas Le Forestier, qui  succède en ligne collatérale.
Les descendants de cette branche puînée se voient reconnaître en 1671 nobles, issus d’extractions nobles, et légitimes à prendre la qualité d’écuyers.
Il se trouve alors 2 branches : l’une propriétaire du manoir de Crechenou à Ploudiry, et l’autre possédant le manoir de Quillien à Dirinon.
Le manoir de Kervasain est vendu au XVIIe siècle. Actuellement, seule la branche Le Forestier de Quillien subsiste.

## Filiation
La famille Le Forestier de Quillien est issue de la branche puînée des Le Forestier de Kervasain :
- Mahé Le Forestier, sieur de Kervasain, marié à Plesoue Le Trancher.
  - Guillaume Le Forestier, écuyer, sieur de Kervasain, comparait archer en brigandine pour Mahé Le Forestier, son père, noble de la paroisse de Plonévez-du-Faou, à la montre générale de la noblesse de l’évêché de Cornouaille en 1481. Il épouse Jeanne Ansquer.
    - Mahé Le Forestier, écuyer, sieur de Kervasain, marié en 1509 à Isabeau de Coetqueveran. Il est présent avec un cheval à une montre tenue à Quimper en 1536. Il rend aveu en 1541 de son manoir noble échu de la succession de son père Guillaume Le Forestier.
      - Bertrand Le Forestier, écuyer, sieur de Kervasain, institué en 1541 par son père pour présenter ledit aveu à la Chambre et faire foi, hommage et serment de fidélité. Il se marie à Margueritte de la Bouexiere.
        - Jan Le Forestier, écuyer, sieur de Kervasain, décédé en 1582. Marié à Louise Le Grand.
          - Nicolas Le Forestier, écuyer, sieur de Kervasain, baptisé à Plonévez-du-Faou en 1567, marié en 1586 à Marie Riou. Il décède en 1597.
            - Anne Le Forestier, fille et seule héritière de ses père et mère, seigneur et dame de Kervasain.

          - Allain Le Forestier, écuyer (collatéral), sieur de Kervasain, succède « noblement et collatéralement » à sa nièce en 1599. Il résidait avec son épouse Perrine Le Guiriec au manoir noble de Keroullé (Ploudiry) qu’il vend en 1595[3].
            - Guillaume Le Forestier, écuyer, sieur de Kervasain, fils unique, décédé sans hoirs de corps.

      - Nicolas Le Forestier, seigneur de Kervasain (Plonévez-du-Faou) et de Keroumen (Plougastel). En 1543, il s’établit à Landerneau. Il avait hérité par sa mère du manoir de Crechenou (Ploudiry). Marié à Catherine Le Gac.
        - Guillaume Le Forestier, sieur de Kervasain, notaire de Léon et de Daoulas à Landerneau (1572-1590)[3], décédé avant 1596. Il habitait une maison au faubourg de Landerneau. Marié en secondes noces avec Catherine Crugot.
          - Nicolas Le Forestier, écuyer (collatéral 1608), sieur de Kervasain, marié en 1604 à Louise Goueznou.
            - Allain Le Forestier, écuyer, sieur de Crechenou, baptisé à Landerneau en 1614. Il épouse Gilette Le Dall et décède en 1658.
              - Hamon Le Forestier, écuyer, sieur de Crechenou, baptisé à Landerneau en 1647.

          - Mathieu Le Forestier, sieur de Quillien (Dirinon) et de Keroumen (Plougastel Daoulas), baptisé à Landerneau en 1585. Il épouse Marie Symon.
            - Nicolas Le Forestier, écuyer, sieur de Keroumen, baptisé à Landerneau en 1617, marié en 1640 à Marie Le Guen.
              - Mathurin Le Forestier, écuyer, sieur de Quillien.

        - Catherine Le Forestier, dame de Kervasain, marié à Charles L’Haridon, bailli de Landerneau, receveur de Daoulas[5].
          - Olivier L’Haridon, sieur de Kervasain, notaire royal.

## Branche de Quillien
- La branche Le Forestier de Quillien commence avec Mathieu Le Forestier, né à Landerneau en 1585,  seigneur de Quillien et de Keroumen .
  - Nicolas Le Forestier  (1617-1677), seigneur de Quillien (en Dirinon, Finistère) et de Keroumen (en Plougastel-Daoulas), maintenu noble d'extraction en Bretagne en mars 1671 [6], marié à Marie Le Guen de Kervent.
    - Mathurin Le Forestier (1644-1727), écuyer , seigneur de Quillien, marié en premières noces à Anne Cabon de Keroudern (1657-1680).
      - Jean-François Le Forestier (1680-1750), écuyer, seigneur de Quillien et de Kerizit (en Daoulas), mousquetaire de la Garde du Roi de 1704 à 1719, marié à Jeanne-Armelle de Moucheron (1695-1742).
        - Mathurin-Louis Le Forestier (1722-1805), écuyer, seigneur de Quillien, de Kerizit et de Penhep, bailli de la châtellenie de Daoulas, chevalier de l'Ordre royal de Saint-Louis, marié à Marguerite-Michelle de Kernafflen de Kergos (née en 1722).
          - François-Marie-René Le Forestier de Quillien(1759-1824), écuyer, seigneur de Kerizit, capitaine au régiment d'Aunis-infanterie, chevalier de l'Ordre royal de Saint-Louis, marié à Marie-Claude-Thérèse Jouan de Kervenoaël (1766-1846).

## Les manoirs nobles de la famille

### Le manoir de Kervasain
En 1636, Catherine Le Forestier, dame de Kervasain, veuve de feu Charles L’Haridon de Landerneau, déclare posséder le manoir de Kervasain (Plonévez-du-Faou). Elle avait acquis en 1623 la part vacante de la succession de son frère.
Son fils Olivier L’Haridon est appelé sieur de Kervasain.
Le domaine est ensuite vendu avant 1665 à François de Rosily, seigneur de Mesros, et son épouse Catherine de la Motte, dame de la Vallée.
En 1678, Mathurin de Rosily, seigneur de Mesros, Le Moustoir, Kervasain (et autres lieux) déclare la terre et lieu noble de Kervasain, contenant manoir, maisons, cours, jardins, vergers, colombier, bois de haute futaie. Le domaine comprend également un moulin affermé, des lieux et villages en domaines congéables, ainsi que le manoir et lieu noble de Trodon.

### Le manoir de Crechenou
Nicolas Le Forestier, seigneur de Kervasain et de Keroumen, possédait le manoir de Crechenou (Ploudiry), qu’il avait hérité de sa mère, Isabeau de Coetqueveran de La Haye.
Trois générations plus tard, n’ayant plus le manoir de Kervasain, après la vente en 1623 de la part vacante de Guillaume Le Forestier à sa sœur Catherine, l’écuyer Allain Le Forestier (1614-1658) prend la qualité de sieur de Crechenou.
Son fils Hamon lui succède.

### Le manoir de Quillien
Mathieu Le Forestier (né en 1585) est le premier sieur de Quillien (Dirinon). Il était également sieur de Keroumen (Plougastel). Installé à Landerneau, il résidait épisodiquement au manoir de Quillien.
Son petit-fils, Mathurin Le Forestier, sieur de Quillien, baptisé en 1644 à Landerneau, s’installe lui au manoir de Quillien. 
Sa famille et ses descendants prennent désormais le nom Le Forestier de Quillien.
Bailli de Daoulas et fermier général de la principauté de Léon, Mathurin Le Forestier de Quillien, rend aveu en 1711 pour le lieu noble de Quillien (Dirinon), ainsi que pour le manoir noble de Kérisit (Daoulas) acquis en 1698.
Ses descendants choisissent eux de s'installer au manoir de Kerisit.
Jean-François, son fils aîné, est sieur de Quillien et de Kerisit. Officier dans la compagnie des mousquetaires de la Garde, il participe aux guerres de la fin du règne de Louis XIV et se trouve blessé à la bataille de Ramillies ainsi qu’à celle de Malplaquet.
Après son décès, Mathurin-Louis, son fils aîné, né en 1722, hérite le manoir de Kérisit et  celui de Quillien où il ne réside guère.
Engagé dans le régiment de Conti, il participe aux campagnes de la guerre de succession d’Autriche, en Italie et au Piémont (1745-1748). Il est fait prisonnier au siège d’Asty.
Décoré de la croix de chevalier de Saint-Louis, il est successivement capitaine de la compagnie des Canonniers de Saint-Nic et de la division Garde-Côtes de Châteaulin, puis chef de la division de Quimper.
Pendant la Terreur, le 25 brumaire an II (16 novembre 1793), il est arrêté au manoir de Kérisit. Plus tard, il retrouve son manoir de Daoulas saccagé par les révolutionnaires.
Parmi ses 8 enfants, l’une de ses filles est appelée "mademoiselle de Quillien" et l’autre "mademoiselle de Kerizit".
La descendance des Le Forestier de Quillien se poursuit avec François-Marie, un de ses fils, père de plusieurs garçons.
Le manoir de Quillien a depuis disparu à Dirinon.

## Galerie

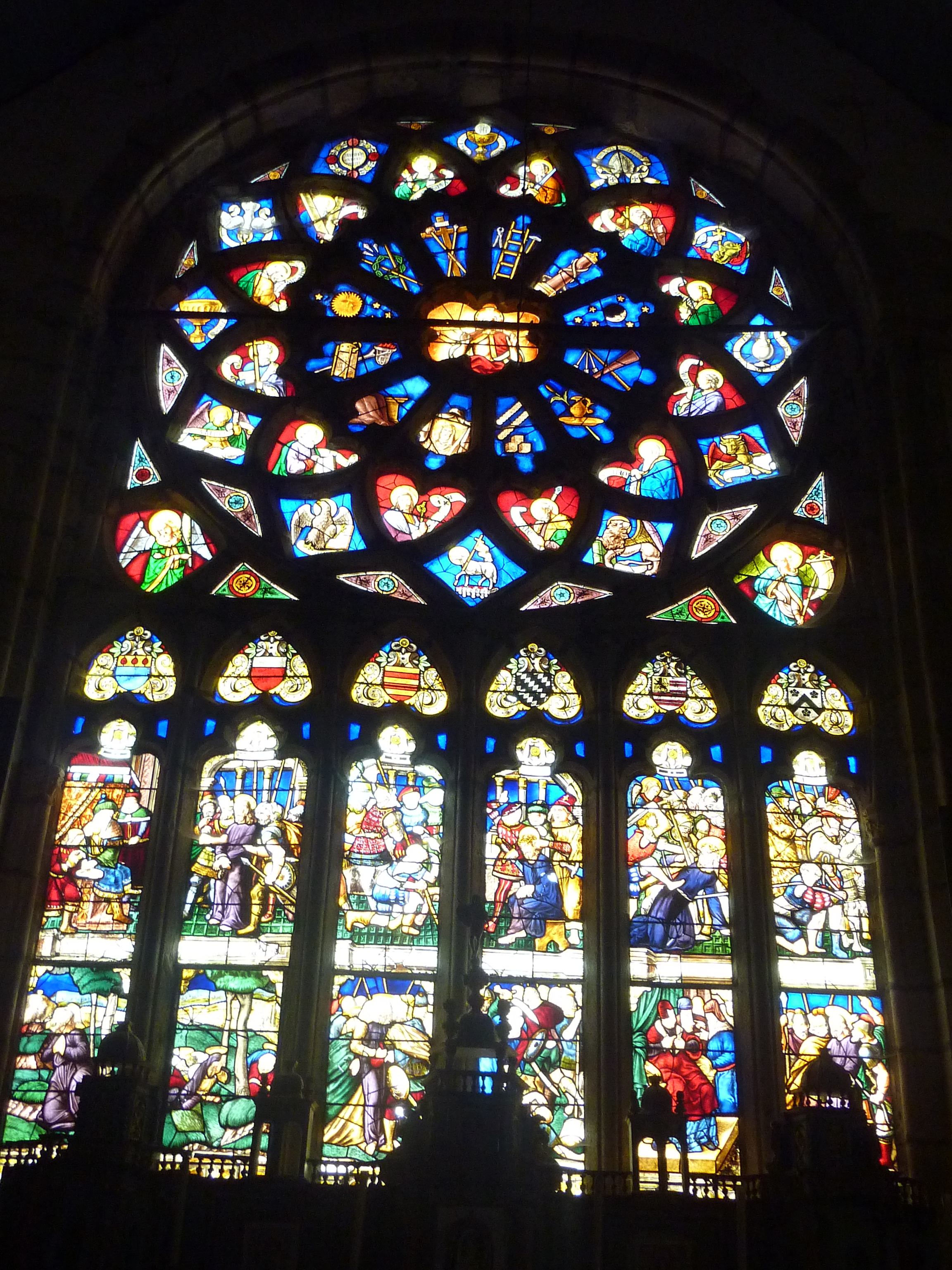

Les armoiries de la famille Le Forestier sont visibles sur la maîtresse vitre (1556) du chœur de la chapelle Saint-Herbot (Plonévez-du-Faou) dans laquelle ils jouissaient de prééminences.

## Alliances
Le Trancher (v.1445), Ansquer, de Coetqueveran(1509), de la Bouexiere, Le Grand, Riou, Le Guiriec, Le Gac, Crugoat, Gouesnou (1604), de Kersyven (v.1605),  Symon (v.1610), Le Dall (v.1640), Le Guen de Kervent (v.1640), Cabon de Keroudern (1676), Le Pontois (1683), du Bois de Kerosven (1687), Gouzabatz de Keropartz (1704), de Mauduit du Plessis (1715, 1817, 1897), de Kerguvelen (1719), de Moucheron (1721), Léon de Tréverret (1727, 1888), de Kernafflen de Kergos (1752), de Kerouartz (1761), de Bottquigny (1764), Beaumont (1778), Bébin (1787), de Dresnay (1790), Pâris de Soulanges (v.1790), Bréart de Boisanger (1798), Jouan de Kervenoaël (1802), Guesnet (1804), Miorcec de Kerdanet (1815), Bahezre de Lanlay (1834), de Quelen (1836), de Saisy de Kerampuil (v.1840), Mahé de Berdouaré (1853), Danguy des Déserts (1867, 1881), de La Monneraye (1870), Karuel de Mérey (1873), des Cognets de Correc (1874), Vaumousse de La Rougetière (1875), de Vigan (1879), Nielly (1880), Le Gualès de La Villeneuve (1880), Bouvet de La Maisonneuve (1903), de Dieuleveult (1908), Le Guillou de Keranros (1909), Goubin (1909, 1910), de Laforcade (1913), de Coattarel (1914), Cabany (1919), Brun (1936), de Boüard de Laforest (1939), Gloanec (1941), Langlois (1942), Gallot-Lavallée (1942), Chatouillot (1945), Thévenin (1946), Loth (1947), de Mas de Paysac (1948), Guillet de La Brosse (1948), Lépine (1967), Quentin de Gromard (v.1975), Cuinet (1979), Droullé (1998), Desrousseaux de Médrano (1998), Laflèche, Kempf...

## Situation contemporaine
La famille Le Forestier de Quillien a été admise à l'Association d'entraide de la noblesse française (ANF) le 18 décembre 1962.
Le manoir de Kérisit, à Daoulas, longtemps propriété des Le Forestier de Quillien (1698-1867) existe toujours, bien qu’il soit désormais la propriété de la famille Danguy des Déserts, à la suite du mariage en 1867 de Valentine Le Forestier de Quillien avec Charles Danguy des Déserts.
Sur la période 1891 à 2000, 110 naissances sont répertoriées en France portant le nom Le Forestier de Quillien.